# Handenberg
Handenberg je obec v okrese Braunau v rakouské spolkové zemi Horní Rakousy.

## Geografie
Obcí protéká od jihu k severu potok Fillmannsbach.